# Vsevolod Gavrilov
Vsevolod Gavrilov (Tiraspol, Transnistria, 10 de noviembre de 1942-2 de octubre de 2020) fue un actor moldavo, conocido por interpretar el papel del gitano Danilo en la película Satra (1975).

## Biografía
Vsevolod Gavrilov nació el 10 de noviembre de 1942 en la ciudad de Tiraspol en Transnistria, un territorio entonces bajo administración rumana. Estudió en la Escuela de Música "Ștefan Neagu" en Chisináu (1960-1967) y luego en el Instituto de Artes de Chisináu (1967-1970), en la clase de instrumentos de viento, clarinete.
Tras graduarse en el Instituto de Artes de Chisináu, fue contratado en 1970 como actor en el Teatro Ruso de Tiraspol. Paralelamente a su actividad teatral, Gavrilov hizo su debut en 1971 como actor de cine en el estudio de Moldova-Film en la película Oficial en reserva. Luego interpretó papeles que lo colocaron entre los actores principales de la películas moldavas, incluidos Cosma Josan de Furtuni de toamnă (1974) y el gitano Danilo, el padre de Rada, de la película Șatra (1975).
Como resultado de su actuación, fue invitado en 1976 al Teatro del Actor de Cine en el Comité Estatal de Cinematografía. En 1981 fue contratado como actor en el estudio Moldova-film, convirtiéndose en miembro de la Unión de Cineastas (1981) y miembro de la Unión de Personas del Teatro de Moldavia. Luego trabajó como actor en el Teatro de Drama Estatal Ruso "APCHehov" en Chisináu.
Como muestra de aprecio por su trabajo como actor y por sus méritos en el desarrollo del arte teatral, éxitos en la actividad creativa y alta maestría artística, Vsevolod Gavrilov recibió el título de Maestro en Arte (2002) y la Medalla "Mérito Cívico" (27 de diciembre de 2004).

## Filmografía
- Oficial de reserva (1971) - Pascua
- Dimitrie Cantemir (1973) - el rehén
- Ira (1974) - Taras Magnibeda
- Los hombres se vuelven grises cuando son jóvenes (1974) - Volodea
- Tormentas de otoño (1974) - Cosma Josan
- What a man need (episodio, 1975) - película para televisión
- Mark Twain acusa ... (episodio, 1975) - telefilm
- Șatra (Mosfilm, 1975) - Danilo, padre de Rada
- Un incidente en el festival (1976) - telefilm - Oprea
- Noche en Chile (1977)
- Un viaje de verano por mar (1978)
- En el signo de los gemelos (1978)
- Cetatea (1978) - Georgi
- Emisor del servicio secreto (1979)
- Invitado del futuro (1979)
- Mi padre es un idealista (1980)
- Posledniy geym (1981)
- Yaroslav el sabio (1981)
- Zvyozdnaya komandirovka (1982)
- Vnezapnyy vybros (1983)
- El collar escarlata (1984) - película para televisión
- Razmakh krylyev (1986) - pasajero de primera clase
- El desertor (1997)
- La venganza judía (1999)